# Frances Arnold
Frances Hamilton Arnold (sinh ngày 25 tháng 7 năm 1956) là một nhà khoa học người Mỹ, kỹ sư và người đoạt giải Nobel. Bà đi tiên phong trong các phương pháp tiến hóa trực tiếp để tạo ra các hệ thống sinh học hữu ích, bao gồm các enzym, các con đường trao đổi chất, mạch điều tiết di truyền và sinh vật. Bà là Giáo sư Hóa học, Sinh học và Hóa sinh Linus Pauling tại Viện Công nghệ California, nơi cô nghiên cứu tiến hóa và ứng dụng của nó trong khoa học, y học, hóa chất và năng lượng. Bà kiếm được B.S. Kỹ sư cơ khí và hàng không vũ trụ của Đại học Princeton năm 1979 và bằng tiến sĩ trong Kỹ thuật Hóa học của Đại học California, Berkeley. Ở đó, bà đã làm công việc hậu tiến sĩ của mình trong hóa sinh lý học trước khi chuyển đến Caltech vào năm 1986.
Năm 1993, bà đã làm việc tại Viện Công nghệ California (Mỹ), đã tiến hành quá trình tiến hóa có định hướng đầu tiên đối với các enzyme, vốn là các protein làm xúc tác cho các phản ứng hóa học. Enzyme được sản xuất thông qua quá trình tiến hóa có định hướng được sử dụng để tạo ra mọi thứ từ nhiên liệu sinh học đến thuốc men.
Năm 2018, bà đã nhận một nửa giải Nobel Hóa học, nửa còn lại cho hai nhà khoa học George P. Smith (Mỹ) và Greg Winter (Anh).
Ba nhà khoa học trên đã kiểm soát được quá trình tiến hóa và sử dụng cùng nguyên tắc - biến đổi và chọn lọc gen - để phát triển các protein giúp giải quyết các vấn đề hóa học của nhân loại.
Theo Viện Hàn lâm Khoa học Hoàng gia Thụy Điển, những phương pháp mà ba nhà khoa học trên phát triển giờ đây đang được nghiên cứu trên toàn cầu để thúc đẩy ngành hóa chất xanh, chế tạo các vật liệu mới, sản xuất nhiên liệu sinh học bền vững, giảm thiểu bệnh tật và cứu sống tính mạng bệnh nhân.

## Cuộc sống và giáo dục
Arnold được sinh ra bởi nhà vật lí hạt nhân William Howard Arnold và lớn lên ở ngoại ô Pittsburgh, bao gồm Edgewood, Shadyside và Squirrel Hill, tốt nghiệp trường trung học Allderdice năm 1974. Lúc là học sinh trung học, cô đã đi đến Washington, DC để phản đối chiến tranh Việt Nam và sống một mình trong vai trò phục vụ cocktail tại một câu lạc bộ jazz địa phương và làm tài xế taxi.
Arnold học kỹ sư cơ khí và hàng không vũ trụ tại Đại học Princeton, tốt nghiệp năm 1979 và tiếp tục lấy bằng tiến sĩ về kỹ thuật hóa học từ Đại học California, Berkeley năm 1985. Công trình luận văn của bà, được thực hiện trong phòng thí nghiệm của Harvey Blanch, đã nghiên cứu kỹ thuật sắc ký ái lực. Sau khi tốt nghiệp, bà đã thực hiện nghiên cứu hậu tiến sĩ tại UC Berkeley và Caltech.

## Cuộc sống cá nhân
Arnold sống ở La Cañada Flintridge, California. Bà đã kết hôn với James E. Bailey và họ có một con trai, James. Sau đó bà tái hôn với Andrew E. Lange và họ có hai con trai, William và Joseph. Bà được chẩn đoán mắc bệnh ung thư vú vào năm 2005 và là một người sống sót bệnh ung thư vú.

## Sự nghiệp
Công trình của bà đã được nhiều giải thưởng công nhận, trong đó có Giải Nobel Hóa học năm 2018, Giải thưởng Draper năm 2011 và Huân chương công nghệ và đổi mới quốc gia năm 2013. Bà được bầu vào Viện Hàn lâm Nghệ thuật và Khoa học Hoa Kỳ năm 2011. Arnold có vinh dự hiếm khi được bầu vào cả ba Viện Hàn lâm Quốc gia tại Hoa Kỳ  - Học viện Khoa học Quốc gia, Học viện Kỹ thuật Quốc gia và Học viện Y học. Arnold là thành viên của Hiệp hội Khoa học và Nghệ thuật Mỹ, Học viện Mỹ thuật và Khoa học, Học viện Vi sinh học Mỹ, Viện Kỹ thuật Sinh học và Y tế Hoa Kỳ và là thành viên quốc tế của Học viện Kỹ thuật Hoàng gia Anh Quốc
Một thành viên của Hội đồng tư vấn của DOE tài trợ Joint BioEnergy Institute và Packard Fellowships trong Khoa học và Kỹ thuật, Arnold cũng phục vụ trong Hội đồng tư vấn của Chủ tịch của Đại học Khoa học và Công nghệ King Abdullah (KAUST). Bà hiện đang phục vụ như một thẩm phán cho Giải thưởng Nữ hoàng Elizabeth cho Kỹ thuật. Cô đã làm việc với Học viện Khoa học Quốc gia Khoa học & Trao đổi giải trí để giúp các nhà biên kịch Hollywood mô tả chính xác các chủ đề khoa học.
Năm 2016, bà trở thành người phụ nữ đầu tiên giành được Giải thưởng công nghệ thiên niên kỷ, mà cô đã giành được cho tiên phong tiến hóa. Năm 2017, Arnold được trao Raymond và Giải thưởng Beverly Sackler về Nghiên cứu Hội tụ bởi Học viện Khoa học Quốc gia, công nhận những đóng góp phi thường cho nghiên cứu hội tụ. In 2018 she was awarded the Nobel Prize in Chemistry for her work in directed evolution.
Bà là đồng sáng lập trên hơn 40 bằng sáng chế của Hoa Kỳ. bà đồng sáng lập Gevo, Inc., một công ty sản xuất nhiên liệu và hóa chất từ các nguồn tái tạo vào năm 2005 và Provivi, một công ty phát triển công nghệ bảo vệ cây trồng, vào năm 2013.